# Grande-Bretagne aux Jeux olympiques d'hiver de 1984
Cet article contient des informations sur la participation et les résultats de la Grande-Bretagne aux Jeux olympiques d'hiver de 1984 qui ont eu lieu à Sarajevo en Yougoslavie.

## Médaillés
| Médaille | Nom                            | Sport               | Épreuve         |
| -------- | ------------------------------ | ------------------- | --------------- |
| Or       | Jayne Torvill Christopher Dean | Patinage artistique | Danse sur glace |

## Résultats

### Ski alpin
| Athlète          | Épreuve      | Course 1        | Course 1 | Course 2      | Course 2 | Total           | Total |
| Athlète          | Épreuve      | Temps           | Rang     | Temps         | Rang     | Temps           | Rang  |
| ---------------- | ------------ | --------------- | -------- | ------------- | -------- | --------------- | ----- |
| Frederick Burton | Descente     |                 |          |               |          | 1 min 51 s 15   | 37    |
| Connor O'Brien   | Descente     |                 |          |               |          | 1 min 50 s 36   | 33    |
| Graham Bell      | Descente     |                 |          |               |          | 1 min 50 s 06   | 32    |
| Martin Bell      | Descente     |                 |          |               |          | 1 min 48 s 00   | 18    |
| Frederick Burton | Slalom géant | 1 min 30 s 32   | 42       | 1 min 30 s 23 | 38       | 3 min 00 s 55   | 39    |
| Nicholas Wilson  | Slalom géant | 1 min 29 s 26   | 37       | 1 min 30 s 23 | 38       | 2 min 59 s 49   | 38    |
| Martin Bell      | Slalom géant | 1 min 28 s 42   | 34       | 1 min 28 s 08 | 33       | 2 min 56 s 50   | 32    |
| David Mercer     | Slalom géant | 1 min 27 s 81   | 33       | 1 min 28 s 83 | 34       | 2 min 56 s 64   | 33    |
| David Mercer     | Slalom       | N'a pas terminé | –        | –             | –        | N'a pas terminé | –     |
| Nicholas Wilson  | Slalom       | 57 s 33         | 27       | 54 s 75       | 16       | 1 min 52 s 08   | 16    |

| Athlète     | Épreuve  | Course 1         | Course 1 | Course 2 | Course 2 | Total            | Total |
| Athlète     | Épreuve  | Temps            | Rang     | Temps    | Rang     | Temps            | Rang  |
| ----------- | -------- | ---------------- | -------- | -------- | -------- | ---------------- | ----- |
| Clare Booth | Descente |                  |          |          |          | N'a pas terminée | –     |
| Lesley Beck | Slalom   | N'a pas terminée | –        | –        | –        | N'a pas terminée | –     |

### Biathlon
Homme
| Épreuve      | Athlète         | Manqués 1 | Temps         | Rang |
| ------------ | --------------- | --------- | ------------- | ---- |
| Sprint 10 km | Trevor King     | 5         | 36 min 34 s 4 | 51   |
| Sprint 10 km | Graeme Ferguson | 4         | 35 min 37 s 3 | 44   |
| Sprint 10 km | Jim Wood        | 2         | 33 min 40 s 2 | 26   |

| Épreuve | Athlete         | Temps             | Pénalités | Temps ajusté2     | Rang |
| ------- | --------------- | ----------------- | --------- | ----------------- | ---- |
| 20 km   | Tony McLeod     | 1 h 17 min 34 s 5 | 8         | 1 h 25 min 34 s 5 | 44   |
| 20 km   | Charles MacIvor | 1 h 16 min 37 s 5 | 7         | 1 h 23 min 37 s 5 | 37   |
| 20 km   | Jim Wood        | 1 h 14 min 55 s 8 | 4         | 1 h 18 min 55 s 8 | 14   |

Relais 4 × 7,5 km hommes
| Athlètes                                            | Course    | Course            | Course |
| Athlètes                                            | Manqués 1 | Temps             | Rang   |
| --------------------------------------------------- | --------- | ----------------- | ------ |
| Jim Wood Patrick Howdle Tony McLeod Charles MacIvor | 0         | 1 h 46 min 17 s 2 | 12     |

1Un tour de pénalité de 150 mètres doit être skié pour chaque cible manquée. 

2Une minute ajoutée par cible manquée.

### Bobsleigh
| Traîneau | Athlètes                   | Épreuve    | Manche 1 | Manche 1 | Manche 2 | Manche 2 | Manche 3 | Manche 3 | Manche 4 | Manche 4 | Total         | Total |
| Traîneau | Athlètes                   | Épreuve    | Temps    | Rang     | Temps    | Rang     | Temps    | Rang     | Temps    | Rang     | Temps         | Rang  |
| -------- | -------------------------- | ---------- | -------- | -------- | -------- | -------- | -------- | -------- | -------- | -------- | ------------- | ----- |
| GBR-1    | Tom De La Hunty Peter Lund | Bob à deux | 53 s 17  | 18       | 53 s 34  | 18       | 53 s 53  | 27       | 53 s 09  | 19       | 3 min 33 s 13 | 21    |
| GBR-2    | Gomer Lloyd Peter Brugnani | Bob à deux | 52 s 80  | 14       | 52 s 73  | 9        | 52 s 26  | 10       | 52 s 57  | 13       | 3 min 30 s 36 | 10    |

| Traîneau | Athlètes                                             | Épreuve      | Manche 1 | Manche 1 | Manche 2 | Manche 2 | Manche 3 | Manche 3 | Manche 4 | Manche 4 | Total         | Total |
| Traîneau | Athlètes                                             | Épreuve      | Temps    | Rang     | Temps    | Rang     | Temps    | Rang     | Temps    | Rang     | Temps         | Rang  |
| -------- | ---------------------------------------------------- | ------------ | -------- | -------- | -------- | -------- | -------- | -------- | -------- | -------- | ------------- | ----- |
| GBR-1    | Michael Pugh Tony Wallington Corrie Brown Mark Tout  | Bob à quatre | 51 s 52  | 21       | 51 s 84  | 20       | 51 s 68  | 20       | 51 s 89  | 21       | 3 min 26 s 93 | 20    |
| GBR-2    | Gomer Lloyd Howard Smith Gus McKenzie Peter Brugnani | Bob à quatre | 51 s 15  | 17       | 51 s 11  | 10       | 51 s 44  | 13       | 51 s 64  | 18       | 3 min 25 s 34 | 15    |

### Ski de fond
| Épreuve | Athlete         | Course            | Course |
| Épreuve | Athlete         | Temps             | Rang   |
| ------- | --------------- | ----------------- | ------ |
| 15 km   | Martin Watkins  | 49 min 08 s 7     | 63     |
| 15 km   | Michael Dixon   | 48 min 18 s 6     | 60     |
| 15 km   | Mark Moore      | 47 min 03 s 2     | 58     |
| 15 km   | John Spotswood  | 46 min 53 s 7     | 57     |
| 30 km   | Stephen Daglish | 1 h 44 min 04 s 3 | 58     |
| 30 km   | John Spotswood  | 1 h 42 min 23 s 3 | 54     |
| 30 km   | Andrew Rawlin   | 1 h 41 min 33 s 9 | 52     |
| 30 km   | Mark Moore      | 1 h 40 min 22 s 2 | 50     |
| 50 km   | John Spotswood  | 2 h 38 min 03 s 2 | 45     |
| 50 km   | Mark Moore      | 2 h 36 min 32 s 8 | 44     |

| Athlètes                                              | Course            | Course |
| Athlètes                                              | Temps             | Rang   |
| ----------------------------------------------------- | ----------------- | ------ |
| Mark Moore Andrew Rawlin Michael Dixon John Spotswood | 2 h 10 min 09 s 9 | 14     |

| Épreuve | Athlete          | Course            | Course |
| Épreuve | Athlete          | Temps             | Rang   |
| ------- | ---------------- | ----------------- | ------ |
| 5 km    | Carolina Brittan | 21 min 44 s 3     | 50     |
| 5 km    | Nicola Lavery    | 21 min 08 s 5     | 47     |
| 5 km    | Doris Trueman    | 21 min 05 s 6     | 46     |
| 5 km    | Ros Coats        | 20 min 16 s 7     | 44     |
| 10 km   | Lauren Jeffrey   | 40 min 11 s 2     | 48     |
| 10 km   | Doris Trueman    | 39 min 28 s 4     | 47     |
| 10 km   | Nicola Lavery    | 39 min 05 s 2     | 46     |
| 10 km   | Ros Coats        | 38 min 12 s 2     | 45     |
| 20 km   | Nicola Lavery    | 1 h 16 min 24 s 0 | 39     |
| 20 km   | Ros Coats        | 1 h 11 min 24 s 1 | 36     |

| Athletes                                             | Course            | Course |
| Athletes                                             | Temps             | Rang   |
| ---------------------------------------------------- | ----------------- | ------ |
| Lauren Jeffrey Nicola Lavery Doris Trueman Ros Coats | 1 h 18 min 36 s 2 | 11     |

### Patinage artistique
Homme
| Athlète       | Figures imposées | Programme court | Programme libre | Total points pondérés | Rang |
| ------------- | ---------------- | --------------- | --------------- | --------------------- | ---- |
| Paul Robinson | 21               | 20              | 22              | 42,6                  | 22   |

Femme
| Athlète              | Figures imposées | Programme court | Programme libre | Total points pondérés | Rang |
| -------------------- | ---------------- | --------------- | --------------- | --------------------- | ---- |
| Susan Jackson Wagner | 19               | 17              | 15              | 33,2                  | 17   |

Couples
| Athlèes                   | Programme court | Programme libre | Total points pondérés | Rang |
| ------------------------- | --------------- | --------------- | --------------------- | ---- |
| Susan Garland Ian Jenkins | 12              | 14              | 20,0                  | 14   |

Danse sur glace
| Athlètes                        | Danse imposée | Danse originale | Danse libre | Total points pondérés | Rang |
| ------------------------------- | ------------- | --------------- | ----------- | --------------------- | ---- |
| Wendy Sessions Stephen Williams | 12            | 11              | 11          | 22,4                  | 11   |
| Karen Barber Nicky Slater       | 5             | 6               | 6           | 11,6                  | 6    |
| Jayne Torvill Christopher Dean  | 1             | 1               | 1           | 2,0                   | 1    |

### Luge
Homme
| Athlète        | Manche 1 | Manche 1 | Manche 2 | Manche 2 | Manche 3 | Manche 3 | Manche 4 | Manche 4 | Total          | Total |
| Athlète        | Temps    | Rang     | Temps    | Rang     | Temps    | Rang     | Temps    | Rang     | Temps          | Rang  |
| -------------- | -------- | -------- | -------- | -------- | -------- | -------- | -------- | -------- | -------------- | ----- |
| Mike Howard    | 50 s 415 | 30       | 50 s 090 | 30       | 48 s 343 | 27       | 48 s 315 | 27       | 3 min 17 s 163 | 26    |
| Chris Prentice | 50 s 033 | 28       | 50 s 074 | 29       | 50 s 384 | 30       | 49 s 283 | 29       | 3 min 19 s 774 | 29    |
| André Usborne  | 49 s 901 | 27       | 49 s 853 | 28       | 49 s 447 | 29       | 48 s 438 | 28       | 3 min 17 s 639 | 27    |

Femme
| Athlète        | Manche 1 | Manche 1 | Manche 2 | Manche 2 | Manche 3 | Manche 3 | Manche 4     | Manche 4 | Total        | Total |
| Athlète        | Temps    | Rang     | Temps    | Rang     | Temps    | Rang     | Temps        | Rang     | Temps        | Rang  |
| -------------- | -------- | -------- | -------- | -------- | -------- | -------- | ------------ | -------- | ------------ | ----- |
| Claire Sherred | 45 s 580 | 27       | 45 s 062 | 25       | 45 s 324 | 23       | Disqualifiée | –        | Disqualifiée | –     |

### Patinage de vitesse
Homme
| Épreuve | Athlète      | Course        | Course |
| Épreuve | Athlète      | Temps         | Rang   |
| ------- | ------------ | ------------- | ------ |
| 1 500 m | Bryan Carbis | 2 min 13 s 25 | 39     |
| 5 000 m | Bryan Carbis | 8 min 01 s 44 | 41     |